# Паумгартнер, Ганс
Ганс Паумгартнер (нем. Hans Paumgartner; 10 января 1844, Михельдорф — 23 мая 1896, Вена) — австрийский пианист и музыкальный критик. Муж певицы Розы Папир (с которой первоначально сотрудничал как аккомпаниатор — «один из лучших аккомпаниаторов Вены»), отец Бернхарда Паумгартнера.

## Биография
Сын Иоганна Паумгартнера, председателя окружного суда в Гмундене; судьёй был и его дед. По настоянию семьи в 1865 году окончил юридический факультет Венского университета и до 1880 года работал юристом. После успешного концертного выступления 1879 года оставил практику и полностью посвятил себя занятиям музыкой. Работал репетитором в Венской придворной опере, давал частные уроки. Многие годы выступал в составе фортепианного дуэта с Феликсом Мотлем, в том числе публично исполняя переложения симфоний Антона Брукнера для двух фортепиано.
В 1880—1890-е гг. был одним из наиболее влиятельных венских музыкальных критиков. Был дружен с Брукнером, поддерживал Хуго Вольфа и входил в круг авторов, объединённых венским Вагнеровским обществом и резко выступавших против музыки Иоганнеса Брамса.